# فواز بن عبد العزيز آل سعود
الأمير فواز بن عبد العزيز آل سعود (1353 هـ / 1934 - 19 رجب 1429 هـ / 22 يوليو 2008)، أمير منطقة مكة المكرمة الأسبق. هو الابن الرابع والعشرين من أبناء الملك عبد العزيز آل سعود الذكور من الأميرة بزّة الثني. وشقيقه الوحيد هو الأمير بندر بن عبد العزيز آل سعود. ويعتبر الأمير فواز أحد الأمراء الذين شكلوا حركة الأمراء الأحرار.

## حياته
ولد الأمير فواز بن عبد العزيز آل سعود في مدينة الطائف، وتلقى علومه الأولى في مدرسة الأمراء في القصر مع أبناء أخيه الملك سعود، في 7 رجب 1380 هـ الموافق 26 ديسمبر 1960 عُيّن أميرًا لمنطقة الرياض، وظلَّ بهذا المنصب حتى 7 صفر 1381 هـ الموافق 20 يوليو 1961 . وفي عام 1389 هـ عُيّن نائبًا لأمير منطقة مكة المكرمة، وفي عام 1390 هـ عُيّن أميرًا عليها. وظلّ يتولى إمارتها حتى استقالته والتي كانت في عام 1400 هـ الموافق لعام 1980 وذلك على إثر حادثة الحرم المكي، ولم يشغل بعد استقالته أي منصب رسمي وتفرغ لأعماله الخاصة.
في عام 2005 أصيب بكسر في فخذه خلال صعوده للطائرة في  مطار الملك عبد العزيز الدولي في جدة بسبب عطل فني في الحافلة المخصصة لرفع الركاب إلى بوابة الطائرة حيث سقطت الحافلة فجأة بمن فيها من الركاب.

## وفاته
توفي الأمير فواز بن عبد العزيز آل سعود في يوم الثلاثاء 19 رجب 1429هـ الموافق 22 يوليو 2008 في العاصمة الفرنسية باريس، ونُقل جثمانه بطائرة خاصة من باريس إلى جدة وصلّي عليه صلاة الجنازة في المسجد الحرام في مكة المكرمة، وتقدم المصلين ولي العهد الأمير سلطان بن عبد العزيز آل سعود وشقيقه الأكبر الأمير بندر بن عبد العزيز آل سعود ودُفِن في مقبرة العدل.